# Unterumbach

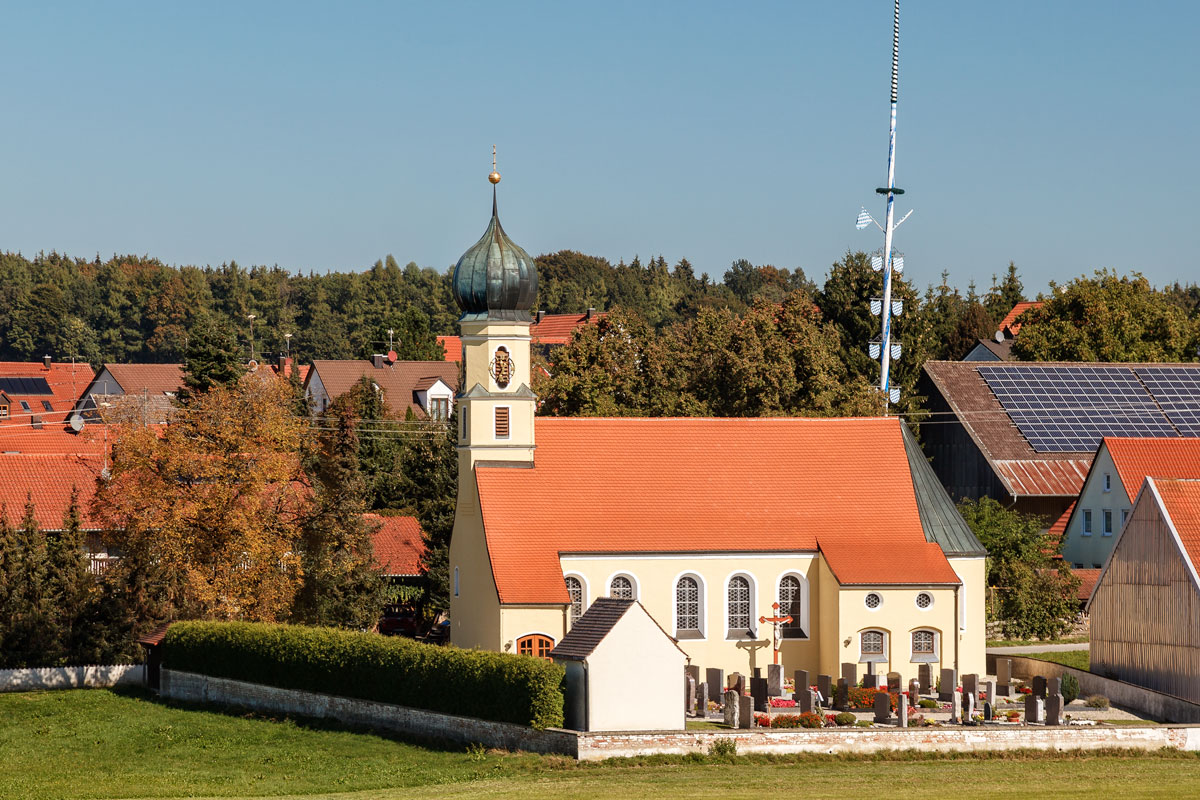
Katholische Filialkirche St. Martin in Unterumbach

Der Ort Unterumbach ist ein Ortsteil der Gemeinde Pfaffenhofen an der Glonn im Landkreis Dachau (Oberbayern).

## Geographie
Das heutige Kirchdorf Unterumbach liegt im westlichen Landkreis Dachau (Regierungsbezirk Oberbayern) zwischen Oberumbach und Odelzhausen am Umbach, einem linken Zufluss der Glonn (zur Amper). Die Einwohnerzahl mit Haupt- und Nebenwohnsitz (Stand 03/2021) beträgt 460.
Die Auffahrt Odelzhausen zur Autobahn A8 ist nur drei Kilometer entfernt.

## Geschichte
Umbach wird bereits um das Jahr 814 als Ominpach urkundlich erwähnt. Wann die Trennung in Ober- und Unterumbach erfolgte, ist nicht belegt. Jedenfalls wird in der Konradinischen Matrikel von 1315 unter Umbach noch die Kirche in Oberumbach verstanden, die Kirche in Nidernumpach wird aber ebenfalls erwähnt. Unterumbach war in der frühen Neuzeit der Hofmark Oberumbach zugeordnet, die zu Bayern zählte und 1742 von den Ligsalz an die Augustinereremiten in München kam. 
1632 wurde der Ort im Dreißigjährigen Krieg durch die Schweden zerstört. Die heutige katholische Filialkirche St. Martin in Unterumbach wurde 1716 errichtet. 1803 wurde der Hofmarksbesitz des Augustinerklosters München säkularisiert. Die 1818 durch das zweite Gemeindeedikt im Königreich Bayern gegründete Gemeinde Unterumbach umfasste die Orte
- Miesberg
- Oberumbach
- Stockach und
- Unterumbach.

Bis zur Gebietsreform in Bayern war Unterumbach eine Gemeinde im Landkreis Friedberg, der damals zum Regierungsbezirk Schwaben gehörte. Am 1. Januar 1975 wurde die bis dahin selbstständige Gemeinde Unterumbach nach Pfaffenhofen an der Glonn eingegliedert.

## Wappen
| Wappen von Unterumbach | Blasonierung: „Geteilt von Rot und Silber; oben ein silberner Schrägbalken, darin ein schwarzer Pfeil, unten eine schräggelegte schwarze Schafschere.“ |
| Wappen von Unterumbach | Wappenbegründung: Die Gemeinde Pfaffenhofen an der Glonn führt das Wappen der 1975 eingegliederten Gemeinde Unterumbach. Unterumbach führte dieses Wappen bereits seit 1954. Das obere Feld zeigt das Wappen der Münchner Patrizierfamilie Ligsalz, die sich von 1606 bis 1742 mit Unterbrechungen im Besitz der Hofmark Oberumbach befand. Die Schafschere im unteren Feld stammt aus dem Wappen der ebenfalls in Oberumbach begüterten Familie Eisenhofer, die schon im 16. Jahrhundert ausgestorben ist. |